# 塔季扬娜
塔季扬娜（俄语：Татьяна，羅馬化：Tatʼyana，發音：[tɐˈtʲjanə] ⓘ），又譯塔恰娜、塔蒂亚娜（英語：Tatiana），小名塔妮婭（俄语：Таня，羅馬化：Tanya，[ˈtanʲə] ⓘ），起源于萨宾罗马的女性名字，并在东欧广泛传播。

## 各种变体
- 白俄羅斯語：，羅馬化：Tatstsyana（[taˈt͡sʲːana]；中譯塔齊亞娜）
- 保加利亞語：，羅馬化：Tatyana
- 德語：（中译塔季扬娜）
- 希臘語：，羅馬化：Tatiána
- 法語：（中译塔蒂亚娜）
- 波蘭語：（[taˈt͡sjana]）
- 塞爾維亞語：，羅馬化：Tatjana（中译塔季扬娜）
- 烏克蘭語：，羅馬化：Tetiana（[teˈtʲɑnɐ] ⓘ，中译特蒂亞娜、捷季安娜）

## 著名人物
- 塔基亚娜，基督教殉道者
- 塔季扬娜·尼古拉耶芙娜，俄罗斯帝国皇族成员
- 塔蒂安娜，希腊王妃
- 塔恰娜·史密斯，南非泳手

|  | 本页或本分段罗列了有着相同名的人物，如果是一个内链将您引导到本页，您可能愿意通过点击对应的链接到达想要的条目。 |